# Marblehead, Ohio
Marblehead är en ort (village) i Ottawa County i Ohio. Vid 2010 års folkräkning hade Marblehead 903 invånare.